# Statistisches Landesamt
Die Statistischen Ämter der Länder erfüllen die Aufgaben der amtlichen Statistik in der Bundesrepublik Deutschland gemeinsam und in Zusammenarbeit mit dem Statistischen Bundesamt. Die Durchführung von Statistiken ist entsprechend dem Staats- und Verwaltungsaufbau in der Bundesrepublik Deutschland nach Art. 83 Grundgesetz grundsätzlich Sache der Länder. Der Bund hat nach Art. 73 Nr. 11 Grundgesetz die ausschließliche Gesetzgebung für die „Statistik für Bundeszwecke“.
Über das Internetportal „Forschungsdatenzentrum der Statistischen Ämter der Länder“ stehen für Forschungszwecke aufbereitete bzw. zusammengeführte Daten der deutschen Statistischen Landesämter zur Verfügung.

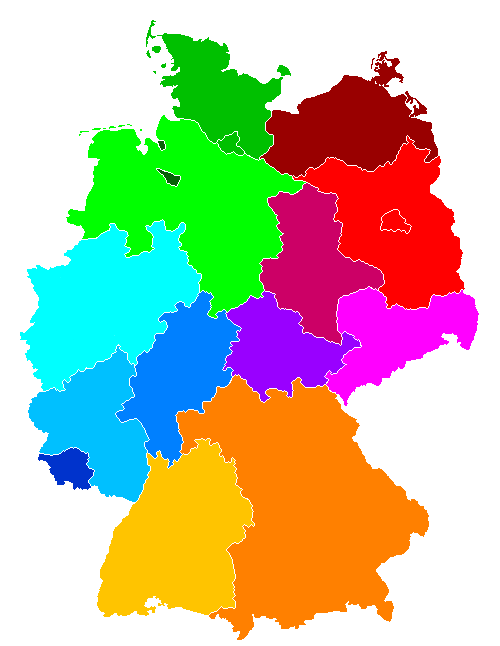
Lagekarte der Statistischen Landesämter

## Liste
Mit Stand vom Mai 2022 gibt es für die 16 Bundesländer 14 Statistische Ämter der Länder:
| Land                           | Institution                                               | Sitz                        | Website                                 |
| ------------------------------ | --------------------------------------------------------- | --------------------------- | --------------------------------------- |
| Baden-Württemberg              | Statistisches Landesamt Baden-Württemberg                 | Fellbach                    | statistik-bw.de                         |
| Bayern                         | Bayerisches Landesamt für Statistik                       | Fürth                       | statistik.bayern.de                     |
| Berlin und Brandenburg         | Amt für Statistik Berlin-Brandenburg                      | Potsdam, Berlin und Cottbus | statistik-berlin-brandenburg.de         |
| Bremen                         | Statistisches Landesamt Bremen                            | Bremen                      | statistik-bremen.de                     |
| Hamburg und Schleswig-Holstein | Statistisches Amt für Hamburg und Schleswig-Holstein      | Hamburg und Kiel            | statistik-nord.de                       |
| Hessen                         | Hessisches Statistisches Landesamt                        | Wiesbaden                   | statistik.hessen.de                     |
| Mecklenburg-Vorpommern         | Statistisches Amt Mecklenburg-Vorpommern                  | Schwerin                    | laiv-mv.de/Statistik/                   |
| Niedersachsen                  | Landesamt für Statistik Niedersachsen                     | Hannover                    | statistik.niedersachsen.de              |
| Nordrhein-Westfalen            | Landesbetrieb Information und Technik Nordrhein-Westfalen | Düsseldorf                  | it.nrw.de                               |
| Rheinland-Pfalz                | Statistisches Landesamt Rheinland-Pfalz                   | Bad Ems                     | statistik.rlp.de                        |
| Saarland                       | Statistisches Amt des Saarlandes                          | Saarbrücken                 | saarland.de/stat/DE/home/home_node.html |
| Sachsen                        | Statistisches Landesamt des Freistaates Sachsen           | Kamenz                      | statistik.sachsen.de                    |
| Sachsen-Anhalt                 | Statistisches Landesamt Sachsen-Anhalt                    | Halle (Saale)               | statistik.sachsen-anhalt.de             |
| Thüringen                      | Thüringer Landesamt für Statistik                         | Erfurt                      | statistik.thueringen.de                 |